# Église Saint-Martin de Luxeuil-les-Bains
Pour les articles homonymes, voir Église Saint-Martin et Saint-Martin.
L'église Saint-Martin est une ancienne église catholique située à Luxeuil-les-Bains, en France.

## Localisation
L'église était située sur la commune de Luxeuil-les-Bains, dans le département français de la Haute-Saône.

## Historique
Source : journals.openedition.org 
Le plus ancien bâtiment en pierre retrouvé correspond à une domus romaine du IIe siècle de notre ère. Elle est abandonnée dans la première moitié du IVe siècle et à sa place est établie une nécropole païenne. Lui succède une vaste basilique funéraire paléochrétienne aux Ve et VIe siècles. Un monastère fondé par Saint Colomban (540-615) se développe aux alentours.
Vers 629, les habitants vont tirer le futur saint Valbert (vers 575-668) de son ermitage tout proche pour diriger le monastère. A sa mort, il est inhumé dans une crypte de l'église qui devient un lieu de pèlerinage et d'inhumations. L'église est reconstruite au début du IXe siècle, intégrant un groupe de sarcophages primitifs ainsi qu'une abside témoignant d'un caractère mémoriel.
Saint-Martin évolue ensuite de sa fonction monastique vers un usage paroissial vers les XII-XIII siècles. En mauvais état, elle est détruite en 1797.

### La redécouverte
En 2006, un projet de parking est lancé, place de la République à Luxeuil-les-Bains. C'est lors de la fouille INRAP que sont découverts les vestiges de l'église Saint Martin, sous la direction de Sébastien Bully .
En 2009, une crypte mérovingienne et 125 sarcophages très bien conservés sont découverts sur le chantier de fouilles de l'église, d'une surface de 650 m2. 
L'édifice est classé au titre des monuments historiques en 2010.
En 2018 le centre d’interprétation et d’animation du patrimoine (CIAP) du site archéologique de l’église Saint-Martin est créé. Il présente les restes de l'église et les sarcophages dans un grand espace sans pilier intérieur conçu par l'architecte Michel Malcotti. Avec un parcours pédagogique sur le pourtour .
Le site est renommé Ecclesia parfois orthographié &cclesia.